# Neotam
Neotam je neenergijsko, visoko intenzivno sintetično sladilo. Je 7000 do 13000 krat slajši od saharoze.

## Odkritje
Razvit je bil v koncernu Monsanto.

## Kemijska zgradba
Njegovo IUPAC ime je (3R)-3-(3,3-Dimetillbutilamino)-4-[[(1R)-2-metoksi-2-okso-1-(fenilmetil)etill]amino]-4-oksobutanojska kislina. Je dipeptid, strukturno podoben aspartamu.

## Lastnosti in uporaba
Je zmerno stabilen pri visokih temperaturah. Neotam se hitro metabolizira, iz telesa se popolnoma izloči in se tako ne akumulira v telesu. Deluje tudi kot ojačevalec arome, posebej za mentol. 
Lahko ga uporabljajo tudi ljudje s fenilketonurijo, saj se sam ne presnavlja do fenilalanina. 
Leta 2002 ga je FDA registrirala kot splošno sladilo. Uporablja se torej v ZDA, Novi Zelandiji in tudi v Avstraliji. V Sloveniji nima dovoljenja za uporabo.